# Simone Moro
Simone Moro (* 27. Oktober 1967 in Bergamo) ist ein italienischer Extrembergsteiger und staatlich geprüfter Bergführer.
Er wohnte lange Zeit in Ponteranica, einer Gemeinde in der Provinz Bergamo. Seit seiner Heirat mit Barbara Zwerger pendelt er zwischen Bergamo und Bozen (Südtirol). Seine Ziele liegen vorwiegend in der Besteigung noch unberührter Berge und von 8000ern ohne zusätzlichen Sauerstoff auf schwierigen Routen oder deren erste Winterbesteigungen. Simone Moro hat mit Shishapangma, Makalu, Gasherbrum II und Nanga Parbat vier Achttausender erstmals im Winter bestiegen. Damit es sich dabei um komplette Wintererstbesteigungen handelt, startete Moro seine Expeditionen nach dem kalendarischen Winterbeginn am 21. Dezember. Er ist deshalb mit den Wintererstbesteigungen erfolgreicher gewesen als die Polen Jerzy Kukuczka und Krzysztof Wielicki, die jeweils drei 8000er erstmals während der kältesten Jahreszeit bestiegen haben. Alle 14 Achttausender erfolgreich bestiegen zu haben, interessiert ihn weniger. Trotz mehrerer Versuche gelang es Moro bisher noch nicht, den Gipfel des Mount Everest ohne Verwendung zusätzlichen künstlichen Sauerstoffs zu erreichen. Simone Moro arbeitet bei seinen Expeditionen eng mit dem Meteorologen Karl Gabl zusammen.

## Alpinistischer Lebenslauf
Simone Moro wuchs in einer gutbürgerlichen Familie in der Stadtgemeinde Valtesse auf und wurde von seinem kletternden und Mountainbike-begeisterten Vater bereits früh in seiner Leidenschaft für die Berge intensiv unterstützt.
Seine ersten Kletterversuche wurden an der Presanella und anderen Bergen der Bergamasker Alpen bereits mit 13 Jahren gemacht.
Danach folgten Unterweisungen im Felsklettern durch Alberto Cosonni und Bruno Tassi in den Alpen von Grigne und den Dolomiten.
1985 bis 1992 war er Athlet der Nationalmannschaft FASI und kletterte im Schwierigkeitsbereich 8a und 8b+. Danach wurde er Trainer der italienischen Sportkletterer-Nationalmannschaft. Klettern ist immer noch sein Basistraining. 2003 schloss er sein alpinistisch ausgerichtetes Sportstudium (Dissertation zum „Alpinismus in extremen Höhen“) mit höchster Punktezahl an der Universität von Bergamo ab.
2001 beging Simone Moro die Traverse zwischen Mount Everest und Lhotse. Dabei traf er auf den britischen Bergsteiger Tom Moore, der bei seiner Besteigung des Lhotse in Bergnot geraten war. Zugunsten dessen Rettung verzichtete Moro auf einen Fortstieg. Dafür bekam er den Preis „of the Fair Play Pierre de Cubertin“ von der UNESCO verliehen, 2002 die Verdienstmedaille in Gold (Medaglia d'oro al valor civile) vom italienischen Präsidenten Carlo Azeglio Ciampi und von der Region Lombardei, sowie den David A. Sowles Memorial Award vom American Alpine Club.
2009 wurde Simone Moro – mit der dritten Vergabe des alpinistischen Preises „Marco e Sergio Dalla Longa“ – für die Erstbesteigung des Südgipfels des Beka Brakai Chhok geehrt, die er zusammen mit Hervé Barmasse unternommen hatte. Eine online-Abstimmung führte zum Erhalt des „Eiger Award“. Zusammen mit Denis Urubko hatte er zuvor die erste Winterbesteigung des Makalu vorgenommen. Mit Urubko verbindet ihn eine enge Freundschaft.
Im Februar 2012 wurde die Verleihung des alpinistischen Preises „Golden Piton“ der US-amerikanischen Zeitschrift „Climbing“ für die erste Winterbesteigung des Gasherbrum II, zusammen mit Denis Urubko und Cory Richards 2011, bekannt gegeben.

## Aeronautik
Neben dem Bergsteigen beschäftigt sich Simone Moro auch mit Fallschirmspringen, das er aber im Vergleich weit ungefährlicher einschätzt. Er absolviert auch Wingsuit Jumps. Frühjahr und Sommer 2009 erwarb Moro in Kalifornien den privaten und kommerziellen Helikopter-Pilotenschein der Federal Aviation Administration (FAA). Geplant ist die Errichtung eines eigenen Helikopterunternehmens im Himalaya.
Moro legte 2010 vor der nepalesischen Luftfahrtbehörde eine ergänzende Helikopter-Prüfung ab und begann für die Helikopter-Firma Fish Tail Air zu arbeiten. Diese bietet im Himalaya Rundflüge und Transporte an, wird zunehmend aber auch für Rettungseinsätze bis an die Dienstgipfelhöhe eingesetzt. Fish-Tail-Air arbeitet in einem Joint-Venture mit der Schweizer Firma Air Zermatt zusammen. Es werden neue Rettungssysteme erarbeitet und unter höchsten Schwierigkeiten erprobt und eingesetzt. Am „IMS Brixen 2010“ wurde in einem Vortrag von Gerold Biner (Air Zermatt) über die Erfahrungen berichtet. Als Helikoptertyp fungiert ein Eurocopter AS350 B3 plus. 2013 erwarb Simone Moro einen eigenen Helikopter (Eurocopter AS 350 B3) und ließ ihn nach Nepal transportieren, um dort ein eigenes Team mit Piloten und Technikern aufzubauen. Noch im selben Jahr kam es zu einem Absturz seines Helikopters, bei dem dieser total zerstört wurde und in dessen Folge ein Mensch später im Krankenhaus verstarb.
Am 12. November 2015 stellte Moro mit seinem Helikopter Alpi SYTON AH 130 (Kennzeichnung I-7896) einen neuen Höhenweltrekord für zweisitzige Helikopter bis 500 kg Abfluggewicht auf. Der turbinenbetriebene zweisitzige Kleinhelikopter (Kategorie E1-a, <500 kg) hat eine Dienstgipfelhöhe von 5.000 m (16.404 ft). Moro startete vom Flughafen Bozen und erreichte eine maximale Höhe von 6.705 m. Der bisherige Rekord lag bei 4.879 m Höhe und wurde 1953 von Jean Dabos mit einem turbinenbetriebenen Sud-Ouest SO 1221 aufgestellt. Für den Versuch wurde der Luftraum über Bozen in einem Radius von 1.000 ft. und bis in eine Höhe von 27.000 ft. gesperrt. Nach 27 Minuten erreichte Moro seine Rekordhöhe bei einer Außentemperatur von −50 °C. Bei diesem Flug verwendete Moro zusätzlichen Sauerstoff, auch weil er eine Höhe von 8.000 m (26.247 ft.) anpeilte; der ausgehende Sauerstoff zwang ihn zum vorzeitigen Abbruch. 2005 hat der Franzose Olivier Gensse mit einer Kolbenmotor-angetriebenen Guimbal Cabri G2 eine maximale Höhe von über 6.600 m erreicht. Simone Moros Höhenweltrekord bezieht sich auf den erwähnten Hubschraubertyp und stellt keinen generellen Höhenweltrekord für Helikopter dar. Durch einen Flug auf den Gipfel des Mount Everest (8848 m) mit einem Eurocopter AS 350 B3 stellte der französische Pilot Didier Delsalle 2005 den Rekord für die höchste Landung auf. Den Rekord für die größte bisher mit einem Hubschrauber erreichte Höhe hält Frédéric North mit 12.954 m, erreicht mit einem Eurocopter AS 350 am 25. März 2002.

## Expeditionen
- 1992: erste Himalaya-Expedition am Mount Everest (8848 m), erreichte Höhe 7400 m.
- 1993: Gipfel am Cerro Mirador in Bolivien (5245 m), Südamerika; Winterbegehung über eine neue Route in der Nordwand
- 1993: erste Winterbesteigung des Aconcagua (6961 m) in nur 13 Stunden, weitere Versuche an der Südwand, aber wegen Lawinengefahr auf 6200 m abgebrochen; Makalu (8463 m), im Alleingang bis 8300 m über die Kukuczka-Route;
- 1994: Shishapangma bis auf 7400 m Höhe.
- 1995: Kangchendzönga, trotz Schlechtwetter bis auf 7600 m Höhe.
- 1996: Fitz Roy (3341 m) in Patagonien über die Westwand (Super-Canaletta) im Alpinstil, in 25 Stunden vom Basislager zum Gipfel und zurück.
- 1996: Dhaulagiri (8167 m), wegen Schlechtwetters nur bis Höhe 7200 m.
- 1996: Shishapangma Mittelgipfel (8008 m), in 27 Stunden, Abfahrt mit Ski von 7100 m Höhe. Im Basislager traf er den Russen Anatoli Nikolajewitsch Bukrejew, mit dem er gemeinsame Projekte durchführte, wie die Umsetzung des Snow Leopard-Programms in nur einer Saison oder die Entwicklung der Lhotse-Everest-Traverse.
- 1997: Gipfel des Lhotse (8516 m), gemeinsam mit Anatoli Bukrejew, ursprünglich war geplant, Everest und Lhotse zu kombinieren.
- 1997: Winter-Versuch an der Südwand der Annapurna (8091 m). Wegen Lawinengefahr wurde ein Ausweichen auf die steilere und undurchstiegene Ostwand angedacht, mit anschließendem Weiterstieg zum Annapurna Fang (7900 m) und zum Hauptgipfel. Da jedoch seit anderthalb Monaten keine Lawinen abgingen, wurde der ursprüngliche Plan wieder aufgenommen, mit der Folge, dass die erste und einzige Lawine auf 6300 m Anatoli Bukrejew und den Kameramann Dmitri Sobolew verschüttete und tötete. Moro wurde 800 Meter mit hinunter gerissen, überlebte das Unglück aber.
- 1998: Mount Everest über den Nordgrat bis 8200 m, Schlechtwetter verhinderte den Erfolg.
- 1999: Versuch der Besteigung aller fünf Siebentausender des Snow Leopard-Programms in einer Saison. Moro erreichte Pik Lenin (7134 m), Pik Korschenewskaja (7105 m), Pik Kommunismus (7495 m) und Khan Tengri (7010 m) und bestieg damit vier Siebentausender in nur 33 Tagen. Mario Curnis erreichte drei Gipfel und Alexander Gubajew zwei Gipfel; Denis Urubko und Andrei Molotow erreichten hingegen alle fünf Gipfel, also auch Peak Pobeda (7439 m) in nur 42 Tagen und erhielten dadurch den Schneeleopard-Orden. Das war der erst zweite derartige Erfolg in der Alpingeschichte nach 1991.
- 2000: Gipfel des Mount Everest mit Denis Urubko über die Südroute mit nur zwei Zwischenlagern. Bis auf eine kurze Unterbrechung am vierten Tag am Südsattel kam er fünf Tage lang ohne dauernden zusätzlichen Sauerstoff auf über 8000 m aus und stieg erfolgreich zum Gipfel. Ursprünglich war darüber hinaus geplant, die Besteigung mit dem Lhotse zu verbinden.
- 2001: Marble Wall (6400 m), Tian-Schan-Gebirge (Kasachstan) als erste Winterbegehung eines „westlichen“ Alpinisten in diesem Gebirge. Gemeinsam mit Denise Urubko steig er im Alpin-Stil in nur zwei Tagen ohne Akklimatisierung auf. Eine Everest-Lhotse-Überquerung brachen beide am Lhotse auf über 8000 m ab, um den englischen Bergsteiger Tom Moore nachts erfolgreich zu bergen. Urubko erreichte den Gipfel, verzichtete jedoch auf eine weitere Überschreitung, weil er sie gemeinsam mit Moro nochmals probieren wollte.
- 2002: weitere Besteigungen mit Urubko in Kasachstan; Gipfel des Cho Oyu in nur 10 Stunden und 30 Minuten Aufstieg. Über die Nordflanke bestieg er zum zweiten Mal den Gipfel des Mount Everest, wieder mit zusätzlichem Sauerstoff. Es folgen Versuche an Broad Peak (8047 m) und K2 (8611 m). Er reiste ins Yosemite Valley, darüber hinaus erreichte Moro den Gipfel des Mount Vinson (4897 m) in der Antarktis.
- 2003: Kilimandscharo (5895 m); Teilnahme an kasachischer Pakistan-„drei in einer“-Expedition zum Nanga Parbat (8125 m), Broad Peak und K2, gemeinsam u. a. mit Denis Urubko. Dabei gelang der Broad Peak in 24 Stunden; ebenfalls lief er eine Neuroute am Nanga Parbat, die in ca. 7000 m Höhe in die Kinshofer-Route mündet. Auf etwa 7400 m musste die Besteigung aufgegeben werden, wohingegen sein Seilgefährte auf dieser Route Jean-Christophe Lafaille mit Ed Viesturs dennoch den höchsten Punkt erreichte. Der K2 wurde nicht mehr versucht, jedoch erreichte Moro den Gipfel des Elbrus (5642 m) in 3 Stunden und 40 Minuten.
- 2003/04: Shishapangma (8027 m), Wintererstbegehung der Südwand über die Route „Figueras“, Moro brach jedoch rund 300 Meter unter dem Gipfel ab.
- 2004: spektakuläre Erstbegehung am Baruntse (7220 m) mit Denise Urubko und „Camos“ alias Bruno Tassi mit Erreichen des 7056 m hohen Nordgipfels des Baruntse (auch Khali Himal genannt) über die Nordwestwand. Davon waren 2550 m Kletterei, wovon die letzten 1350 m im Alpinstil zurückgelegt wurden. Das Team nutzte drei Zwischenlager mit vier Biwaks, M6+ und V+ / VI mit zwischen 70° und 90° steilem Eis. Die Route wurde „Ciao Patrick“ benannt und ist somit dem verunglückten Alpinisten und Bergführer Patrick Berhault gewidmet. Die Besteigung gewann die „Russischen Alpinismus Meisterschaften“, (vergleichbar mit dem Piolet d’Or). Es folgte eine Besteigung des Annapurna mit Denis Urubko; während Urubko den Gipfel um 1:20 Uhr in der Nacht erreiche, musste Moro wegen Magenproblemen abbrechen.
- 2004/05: erste Winterbesteigung des Shishapangma über die Südwand mit Piotr Morawski.
- 2005: Besteigung der Batokshi-Spitze am Batura Sar (7795 m).
- 2006: Versuch eines Kletter-Projekts am Ama Dablam (6856 m) mit Karl Heinz Salzburger, außerdem erste Süd-Nord-Traverse des Mount Everest im Alleingang und damit die dritte persönliche Besteigung. Moro stieg vom Gipfel zum Basislager in 4 Stunden und 30 Minuten ab, wobei wieder teilweise zusätzlicher Sauerstoff verwendet wurde.
- 2006/07: Winter-Versuch am Broad Peak, der 700 Meter unter dem Gipfel aufgrund unerträglicher Wetterbedingungen abgebrochen wurde.
- 2007/08: erneuter Versuch am Broad Peak im Winter. Moro erreichte gegen 14 Uhr 7800 m, was zu spät für eine Winterbesteigung war und Moro zur Umkehr zwang.
- 2008: Südgipfel des Beka Brakai Chhok (ca. 6850 m)[12]. Es folgte eine Besteigung im Karakorum und eine Erstbesteigung im reinen Alpinstil mit Hervé Barmasse in nur 43 Stunden.
- 2008/09: Makalu (8485 m), erste Winterbesteigung mit Denis Urubko.
- 2009: „Trilogy-Expedition“ zum Cho Oyu (8188 m) wurde wegen vorzeitiger Schließung der Grenze nach Tibet abgebrochen. Geplant war eine neue Route über die Südwest-Wand zusammen mit Hervé Barmasse. Die Bergläuferin Lizzy Hawker und die südtiroler Skialpinistin Tamara Lunger wollten über den Normalweg zum Gipfel und Emilio Previtali über dieselbe Route mit Snowboard abfahren. Alle gehören zum „The North Face“-Europateam. Es folgte eine Expedition ins Tianshan-Gebirge zum Pik Pobeda (7439 m), womit Moro nach zehn Jahren alle fünf „Schneeleoparden“-Siebentausender im Snow Leopard Project bestiegen hat.
- 2010: Mount Everest-Lhotse-Expedition mit Urubko und zwei zu führenden Italienern. Parallel dazu unterstützte und beriet Moro eine russische Expedition zum Lhotse, der auch Tamara Lunger angehörte. Geplant war der Aufstieg von Moro und seinen italienischen Kunden auf den Mount Everest mit zusätzlichem Sauerstoff und Unterstützung durch Urubko. Anschließend wollten Moro und Urubko die Besteigung des Mount Everest in Verbindung mit der Erstbegehung des Verbindungsgrates zum Lhotse versuchen, was sie und andere Bergsteiger bereits lange versuchen. Moro kündete zuvor in den Medien seine Intention an, diesmal dazu aber keinen zusätzlichen Sauerstoff zu verwenden. Vieles kam aber anders: Einer seiner italienischen Kunden musste bereits nach wenigen Tagen das Basislager wieder verlassen. Dann gab Aldo Garioni, Alpinvereinspräsident aus Bergamo, auf Höhe des Lagers 3 der Südroute krankheitsbedingt auf und trat ebenfalls die Heimreise an. Moro selbst hatte mit einer Verkühlung zu kämpfen und begann vom Basecamp aus eine Leichenbergung mit Helikopter und Sherpas zu koordinieren. Dabei sollten zwei in vergangenen Jahren verunglückte Bergsteiger geborgen werden, darunter Uwe Gianni Goltz, der 2008 während der „Kari Kobler & Partner Die Bergführer Mt. Everest Expedition 08“ im Abstieg vom Gipfel an Erschöpfung starb und in der Nähe des Südsattels bestattet wurde. Nebenbei unterstützte er die mit Sauerstoffmaske und großen Schwierigkeiten zum Lhotse aufsteigende Lunger. Während dieser Zeit ging Urubko allein vom Südsattel über eine Neuroute durch eine Verschneidung parallel unterhalb des Grates zum Lhotsegipfel. Sein Abstieg führte ihn über die Normalroute zurück ins Basislager, sodass Moro allein weitersteigen musste. Er erreichte zwar den Gipfel, jedoch wiederum nur unter Zuhilfenahme von Flüssigsauerstoff. In Italien entfachte seine Besteigung jedoch Kritik, da Moro anfangs die Sauerstoffnutzung verschwieg und schließlich behauptete, sich von anderen die Art seiner Besteigungen nicht vorschreiben zu lassen. Er wollte „unbedingt noch einmal die großen Emotionen und Eindrücke an einem der schönsten Plätze der Erde erleben“. Die Sauerstoffflaschen waren von den drei Trägern; Pempa Sherpa, Dawa Sherpa und Tensing auf 8300 Meter Höhe für seine Kunden deponiert worden. Seine Finger waren schon blau, seine Zehen schmerzten, so seine Argumentation. Seine Einstellung enttäuschte in Bergsteigerkreisen, Anerkennungspreise für seine Makalu-Wintererstbesteigung blieben so auch in diesem Jahr aus.
- 2011: Gasherbrum II (8034 m), erste Winterbesteigung eines Achttausenders im Karakorum und einzige erfolgreiche Winterbesteigung eines 8000ers in diesem Jahr, gemeinsam mit Urubko und Cory Richards[13]. Die Anreise zum Basislager erfolgte mit Helikopter. Er erhielt anfangs Unterstützung durch das pakistanische Militär mit speziellem Plastik-Fertigteil-Iglu und Markierungsfähnchen, die Temperatur fiel bis auf −48 °C. Beim Abstieg wurden sie teilweise von einer Lawine verschüttet.[14]
- 2012: Versuch der ersten Winterbesteigung des Nanga Parbat mit Denis Urubko über eine unbekannte neue Route, da die Kinshofer-„Normalroute“ auf Grund der Eisverhältnisse zu gefährlich erschien. Beginn 26. Dezember 2011, Erreichen des Basislagers auf 4200 Metern Höhe am 3. Januar 2012, Aufbau von drei Lagern bis in eine Höhe von 6600 Metern, ab 27. Januar durch anhaltende Schneefälle nur mehr im Basislager, am 15. Februar aufgrund gleichbleibend ungünstiger Wetterprognosen Entschluss zum Abbruch der Expedition, tiefste gemessene Temperatur −41 °C auf Höhe Lager 3, im Basislager −26 °C. Indirekt beeinflussten auch der zeitgleiche Tod von Mario Merelli in den Bergamasker Alpen und wenig später von Vitaly Gorelik am K2, beides Bergsteiger, welche mit den Expeditionsteilnehmern gut befreundet waren, die für eine erfolgreiche Besteigung notwendige Überzeugung und Motivation. Der erhoffte Gipfelsieg sollte ursprünglich Merelli gewidmet werden.
- 2013: Simone Moro wollte im Rahmen der NO2-Expedition mit dem schweizerischen Höhenbergsteiger Ueli Steck und dem britischen Fotografen Jonathan Griffith auf den Mount Everest steigen. Geplant war eine Überschreitung. Doch bei den Vorbereitungen gerieten die drei Bergsteiger in der Lhotse-Flanke in Konflikt mit den einheimischen Sherpas. Es folgte eine handgreifliche Auseinandersetzung, bei der Moro, Steck und Griffith um ihr Leben fürchteten. Noch bevor sie einen ersten Gipfelversuch gewagt hatten, reisten Steck und Griffith ab. Moro blieb im Solo Khumbu und holte mit seinem Helikopter in Not geratene Bergsteiger von den Flanken des Mount Everest.[15]
- 2014: erneuter Versuch der ersten Winterbesteigung des Nanga Parbat mit David Göttler von der Rupal-Seite über die Schell-Route. Moro hat drei Gipfelversuche unternommen, blieb aber erfolglos. Seinen dritten Gipfelversuch musste er wegen Magenproblemen am 28. Februar abbrechen. David Göttler stieg mit Tomek Mackiewicz aus Polen weiter auf. Die beiden traten aufgrund schwieriger Bedingungen einen Tag nach Moro ebenfalls den Rückzug an.[16]
- 2015: Versuch der ersten kompletten Winterbesteigung des Manaslu und Überschreitung zum Ostgipfel gemeinsam mit Tamara Lunger. Aufstieg nur bis etwa 5900 Meter. Aufgrund anhaltend schwerer Schneefälle mussten die Bergsteiger Anfang März das Basislager mit einem Helikopter verlassen.[17]
- 2016: (26. Februar) Nanga Parbat, erste komplette Winterbesteigung gemeinsam mit dem Basken Alex Txikon und dem Pakistani Ali Sadpara. Die Südtirolerin Tamara Lunger musste kurz vor dem Gipfel umkehren. Moro hatte auch bei dieser Expedition wieder Wetterprognosen von dem Innsbrucker Meteorologen Karl Gabl eingeholt.[18]
- 2019: abermaliger Versuch der ersten kompletten Winterbesteigung des Manaslu aufgrund von zu großer Lawinengefahr infolge von sechs Metern Neuschnee in sechs Tagen abgebrochen.[19]
- 2020: Versuch der Überschreitung von Gasherbrum I und Gasherbrum II im Winter gemeinsam mit Tamara Lunger. Die Lawinengefahr war erheblich. Die Bergsteiger hatten alle Mühe, ihren Weg durch den zerklüfteten Gasherbrum-Gletscher zu finden. Die Expedition endete am 18. Januar 2020 mit einem Spaltensturz von Moro. Daraufhin verließen Moro und Lunger mit einem Hubschrauber das Basislager.[20]

## Bibliographie
- Simone Moro: Cometa sull'Annapurna. Verlag Corbaccio Editore
- Simone Moro: In Eiseskälte: Die Achttausender im Winter. Malik, München 2013, ISBN 978-3-89029-436-0
- Simone Moro: Nanga im Winter. Eine Geschichte von Ehrfurcht, Geduld und Willenskraft. Tyrolia, Innsbruck 2017, ISBN 978-3-7022-3623-6

## Referenzen
1. Stephanie Geiger: Schneeleopard im Steilgelände, in: DAV Panorama, 5/2013, zuletzt abgerufen am 30. April 2014